# Jerantut
Jerantut (en malayo: Jerantut) es una localidad de Malasia, en el estado de Pahang.
Se encuentra a una altitud de 65 m sobre el nivel del mar. 

## Demografía
Según estimación de 2010 contaba con 40.092 habitantes.